# Поїзди під пильним спостереженням
Поїзди під пильним спостереженням (чеськ. Ostře sledované vlaky) — чеський художній фільм 1966 року, режисера Їржі Менцеля за романом Богуміла Грабала.
Історія відбувається під час протекторату Богемії та Моравії. Використані також спогади Богуміла Грабала, який наприкінці війни служив телеграфістом і диспетчером на станції Костомлати-над-Лабою. Головні герої, начальник Нємечек і диспетчер Губічка, родом зі станції Добровіце.

## Зміст

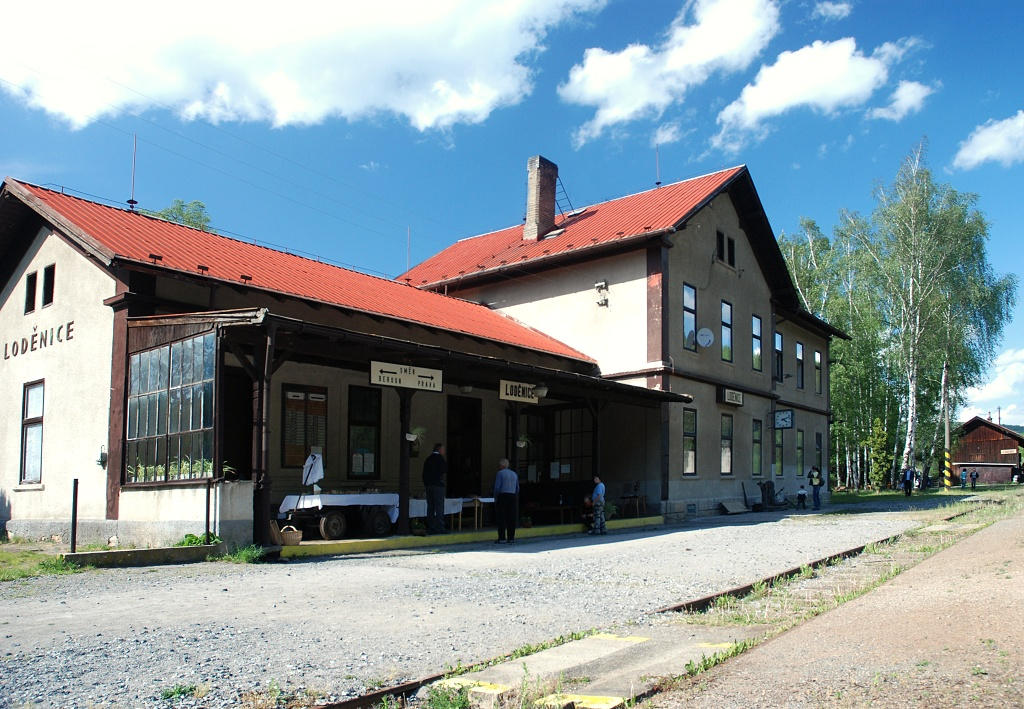
Залізнична станція Loděnice, де відбувалися зйомки фільму

1944 рік, Друга світова війна. Невинний юнак Мілош Грма (Вацлав Нецкар) розпочинає свій трудовий життєвий шлях як початкуючий залізничник на невеликій станції недалеко від Міловіце. Мілош закоханий у молоденьку кондукторку Машу, якій він теж небайдужий. Однак відсутність досвіду у любовних справах спричиняє невдалу першу близькість і Мілош вирішує закінчити життя самогубством…

## Ролі виконують
- Вацлав Нецкар — Мілош Грма
- Йозеф Сомр — диспетчер Губічка
- Володимир Валента — Макс
- Лібуша Гавелкова — дружина Макса
- Їтка Скофін — Маша
- Властіміл Бродський — Зеднічек, колаборант
- Їтка Зеленогорська — Зденічка
- Надя Урбанкова — Вікторія Фрай
- Їржі Менцель — Доктор Брабец

## Нагороди
- 1966 Міжнародний кінофестиваль Мангейм-Гайдельберг
  - Гран прі — Їржі Менцель
- 1968 Премія «Оскар» Академії кінематографічних мистецтв і наук (США):
  - за найкращий фільм іноземною мовою

## Номінації
- 1968 — Премія «Золотий глобус» Номінація на Найкращий фільм іноземною мовою
- 1969 — Премія BAFTA Номінація на Найкращий фільм (Іржі Менцель)
  - Номінація на Найкращий звук (Іржі Павлик)
- 1969 — Премія Гільдії режисерів Америки Номінація на Найкращу режисуру (Іржі Менцель)